# チャールズ・ロフタス (初代イーリー侯爵)

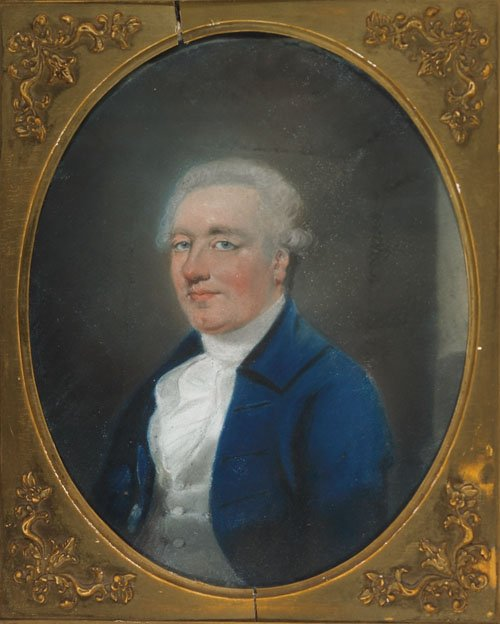
トーマス・ローレンスによる肖像画、1785年頃。

初代イーリー侯爵チャールズ・トッテナム・ロフタス（英語: Charles Tottenham Loftus, 1st Marquess of Ely KP PC (Ire)、1738年1月23日 – 1806年3月22日）は、アイルランド王国の貴族、政治家。

## 生涯
ジョン・トッテナム（1780年12月18日、準男爵に叙爵）とエリザベス・ロフタス（Elizabeth Loftus、1747年6月没、初代ロフタス子爵ニコラス・ロフタスの娘）の息子として、1738年1月23日に生まれた。1759年にダブリン大学トリニティ・カレッジでB.A.の学位を修得した。
1770年12月12日に第50歩兵連隊の大尉になったほか、1761年から1776年までクロンマインズ選挙区の、1776年から1783年までフェサード選挙区の、1783年から1785年までウェックスフォード・バラ選挙区の代表としてアイルランド庶民院議員を務めた。議会ではトーリー党に属した。また、1783年に母方の叔父にあたる初代イーリー伯爵ヘンリー・ロフタスが死去すると、その遺産を継承するとともに姓をロフタスに改めた。同1783年7月12日、アイルランド枢密院の枢密顧問官に任命された。
1785年6月28日、ロフタス・ホールのロフタス男爵（アイルランド貴族）に叙された後、1786年12月29日に父の死去に伴い準男爵の爵位を継承した。その後、1789年よりアイルランド郵政長官を務め、同年12月28日にイーリーのロフタス子爵（アイルランド貴族）に叙された。さらに1794年3月2日にイーリー伯爵（アイルランド貴族）に叙され、同年12月12日に聖パトリック勲章を授与された。グレートブリテン及びアイルランド連合王国の成立日である1801年1月1日、イーリー侯爵（アイルランド貴族）に叙され、19日にはロング・ロフタスのロフタス男爵（連合王国貴族）に叙された。
1806年3月22日にダブリンで死去、長男ジョンが爵位を継承した。

## 家族
1766年6月23日、ジェーン・マイヒル（Jane Myhill、1807年2月21日没、ロバート・マイヒルの長女）と結婚、下記の子女を儲けた。
- ジョン（1770年 – 1845年） - 第2代イーリー侯爵
- ロバート（英語版）（1773年 – 1850年） - 国教会の聖職者